# Originoo Gunn Clappaz
Originoo Gunn Clappaz, kurz: O.G.C, ist eine US-amerikanische Rap-Crew aus Brooklyn, New York. Sie besteht aus den Rappern Starang Wondah, Louieville Sluggah und Top Dog. Die Gruppe steht beim Label Duck Down unter Vertrag.

## Biographie
Die Gruppenmitglieder lernten einander in den Brownsville Sethlow Projects in New York kennen, wo sie aufwuchsen.

### Karriere
Die Rapper brachten bis heute zwei Alben heraus. Zudem sind die einzelnen Mitglieder mehrfach als Gäste in anderen HipHop-Produktionen vertreten. Der Reiz der Gruppe entspringt den sehr unterschiedlichen Rapstilen (Flows) der drei Rapper. Nach eigener Aussage ergeben diese drei Flows zusammengefügt eine Figur, sie bilden ein Dreieck. Kurzzeitig bildeten O.G.C. zusammen mit den beiden Mitgliedern von Heltah Skeltah die Crew "The Fabulous Five" (Kurzform: Fab 5), welche jedoch nach zwei Musikvideos und einer Singleveröffentlichung wieder aufgelöst wurde. Ein Album der fünfköpfigen Combo wurde angeblich fertiggestellt, ist jedoch niemals veröffentlicht worden.
Die Originoo Gunn Clappaz bilden zusammen mit Smif-N-Wessun, Buckshot und Heltah Skeltah die Gruppe Boot Camp Clik.

### Mitglieder
Die O.G.C. teilten sich innerhalb der Gruppe in Nummern auf:
- Gunn Clappa No.1: Starang Wondah (auch bekannt als William H, Big Will, Hurricane Starang, Starang da Beast from da East)
- Gunn Clappa No.2: Louieville Sluggah (Hennyville Guzzler, Henny)
- Gunn Clappa No.3: Top Dog (Da Big Kahuna, D-O)

## Diskographie
- 1996 – Da Storm
- 1999 – M-Pire Shrikez Back